# Liste der universitären Fortbildungseinrichtungen in Deutschland
Diese Seite zeigt eine Zusammenfassung aller universitären Fortbildungseinrichtungen in Deutschland. Alle der aufgelisteten Institute besitzen ein Promotionsrecht.

## Liste der 75 universitären Weiterbildungsinstitute
Die Liste kann durch Anklicken der Pfeilsymbole in den Spaltenköpfen umsortiert werden. Wiederholtes Auswählen kehrt die Sortierung um. Eine Mehrfachsortierung kann durch Auswählen mehrerer Spaltenköpfe nacheinander erreicht werden, da in der neusten Sortierung gleichrangige Einträge in der Reihenfolge der vorherigen Sortierung erhalten bleiben.
- Name: Bezeichnet den Namen der Universität
- Institut: Bezeichnet die genaue Fortbildungseinrichtung
- Weblinks: Zu weiteren Informationen ist die Homepage des jeweiligen Instituts verlinkt

| Name                                                          | Institut                                                              | Ort             | Weblinks                                  |
| ------------------------------------------------------------- | --------------------------------------------------------------------- | --------------- | ----------------------------------------- |
| Deutsche Sporthochschule Köln                                 | Universitäre Weiterbildung                                            | Köln            | https://www.dshs-koeln.de/uw              |
| Universität Augsburg                                          | Zentrum für Weiterbildung und Wissenstransfer (ZWW)                   | Augsburg        | https://www.zww.uni-augsburg.de/          |
| Otto-Friedrich-Universität Bamberg                            | Transfer und Weiterbildung                                            | Bamberg         | http://www.uni-bamberg.de/                |
| Universität Bayreuth                                          | Campus-Akademie                                                       | Bayreuth        | https://www.uni-bayreuth.de/              |
| Freie Universität Berlin                                      | Weiterbildungszentrum                                                 | Berlin          | https://www.fu-berlin.de/                 |
| Humboldt-Universität zu Berlin                                | Berufliche Weiterbildung                                              | Berlin          | http://www.hu-berlin.de/                  |
| Technische Universität Berlin                                 | Zentraleinrichtung Kooperation (ZEK)                                  | Berlin          | http://www.tu-berlin.de/                  |
| Universität Bielefeld                                         | Kontaktstelle Wissenschaftliche Weiterbildung (KWW)                   | Bielefeld       | http://www.uni-bielefeld.de/              |
| Ruhr-Universität Bochum                                       | Arbeitsstelle Wissenschaftliche Weiterbildung (AWW)                   | Bochum          | https://www.ruhr-uni-bochum.de/           |
| Rheinische Friedrich-Wilhelms-Universität                     | Weiterbildungszentrum Schloßakademie                                  | Bonn            | http://www.uni-bonn.de/                   |
| Technische Universität Braunschweig                           | Zentralstelle für Weiterbildung (ZFW)                                 | Braunschweig    | https://www.tu-braunschweig.de/           |
| Jacobs University Bremen                                      | Jacobs Center on Lifelong Learning and Institutional                  | Bremen          | https://www.jacobs-university.de/         |
| Universität Bremen                                            | Akademie für Weiterbildung (AKADEMIE)                                 | Bremen          | http://www.uni-bremen.de/                 |
| Technische Universität Chemnitz                               | Abtlg.1.3 Studienentwicklung und Weiterbildung                        | Chemnitz        | https://www.tu-chemnitz.de/               |
| Technische Universität Clausthal                              | Stabsstelle Weiterbildung und Alumnimanagement                        | Clausthal       | http://www.tu-clausthal.de/               |
| Brandenburgische Technische Universität Cottbus-Senftenberg   | Zentralstelle für Weiterbildung                                       | Cottbus         | http://www.b-tu.de/                       |
| Technische Universität Darmstadt                              | International Institute in Lifelong Learning (I3L3)                   | Darmstadt       | http://www.tu-darmstadt.de/               |
| Technische Universität Dortmund                               | Zentrum für Weiterbildung                                             | Dortmund        | https://www.tu-dortmund.de/               |
| Technische Universität Dresden                                | Zentrum für Weiterbildung                                             | Bamberg         | http://tu-dresden.de/                     |
| Universität Duisburg-Essen                                    | Wissenschaftliche Weiterbildung                                       | Essen           | https://www.uni-due.de/                   |
| Heinrich-Heine-Universität Düsseldorf                         | Wissenschaftliche Weiterbildung                                       | Düsseldorf      | https://www.hhu.de/weiterbildung          |
| Universität Erfurt                                            | Erfurt School of Education (ESE)                                      | Erfurt          | https://www.uni-erfurt.de/                |
| Friedrich-Alexander-Universität Erlangen-Nürnberg             | Campus Wissenschaftliche Weiterbildung (CWW)                          | Erlangen        | https://www.fau.de/                       |
| Universität Flensburg                                         | Zentrum für wissenschaftliche Weiterbildung (ZWW)                     | Flensburg       | http://www.uni-flensburg.de/              |
| Europa-Universität Viadrina                                   | Transferstelle der Europa-Universität Viadrina                        | Frankfurt       | http://www.europa-uni.de/                 |
| Frankfurt School of Finance & Management                      | Firmenprogramme & Services, Seminare und Executive Education          | Frankfurt       | http://www.frankfurt-school.de/           |
| Johann Wolfgang Goethe-Universität Frankfurt am Main          | Zentrum für Weiterbildung                                             | Frankfurt       | https://www.uni-frankfurt.de/             |
| Albert-Ludwigs-Universität Freiburg im Breisgau               | Freiburger Akademie für Universitäre Weiterbildung                    | Freiburg        | https://www.uni-freiburg.de/              |
| Zeppelin Universität                                          | Weiterbildung                                                         | Friedrichshafen | http://www.zu.de/                         |
| Justus-Liebig-Universität Gießen                              | Koordination Wissenschaftliche Weiterbildung                          | Gießen          | http://www.uni-giessen.de/cms/            |
| Georg-August-Universität Göttingen                            | Zentrale Einrichtung für Sprachen und Schlüsselqualifikationen (ZESS) | Göttingen       | http://www.uni-goettingen.de/             |
| FernUniversität in Hagen                                      | Weiterbildung                                                         | Hagen           | http://www.fernuni-hagen.de/              |
| Martin-Luther-Universität Halle-Wittenberg                    | Wissenschaftliche Weiterbildung und Praktikumsamt für Lehrämter       | Halle           | http://www.uni-halle.de/                  |
| Universität Hamburg                                           | Arbeitsstelle für wissenschaftliche Weiterbildung (AWW)               | Hamburg         | http://www.uni-hamburg.de/                |
| Helmut-Schmidt-Universität/Universität der Bundeswehr Hamburg | Management Development Center (MDC) e.V.                              | Hamburg         | https://www.hsu-hh.de/hsu/                |
| Gottfried Wilhelm Leibniz Universität Hannover                | Zentrale Einrichtung für Weiterbildung (ZEW)                          | Hannover        | http://www.uni-hannover.de/               |
| Ruprecht-Karls-Universität Heidelberg                         | Zentrum für Studienberatung und Weiterbildung (ZSW)                   | Heidelberg      | http://www.uni-heidelberg.de/             |
| Universität Hildesheim                                        | Zentrum für Fernstudium und Weiterbildung (ZFW)                       | Hindelsheim     | http://www.uni-hildesheim.de/             |
| Universität Hohenheim                                         | Akademie für Weiterbildung                                            | Hohenheim       | https://www.uni-hohenheim.de/             |
| Technische Universität Ilmenau                                | TU Ilmenau Service GmbH – Aus- und Weiterbildung                      | Ilmenau         | http://www.tu-ilmenau.de/                 |
| Friedrich-Schiller-Universität Jena                           | Bereich Weiterbildung                                                 | Jena            | http://www.uni-jena.de/                   |
| Technische Universität Kaiserslautern                         | Zentrum für Fernstudien und universitäre Weiterbildung (ZFUW)         | Kaiserslautern  | http://www.uni-kl.de/                     |
| Karlsruher Institut für Technologie                           | KWW – Die wissenschaftliche Weiterbildung                             | Karlsruhe       | http://www.kit.edu/                       |
| Universität Kassel                                            | Uni Kassel Transfer/Weiterbildung                                     | Kassel          | http://www.uni-kassel.de/uni/             |
| Christian-Albrechts-Universität zu Kiel                       | Stabsstelle Wissenschaftliche Weiterbildung                           | Kiel            | http://www.uni-kiel.de/                   |
| Universität Koblenz-Landau                                    | Zentrum für Fernstudien und universitäre Weiterbildung (ZFUW)         | Koblenz         | http://www.uni-koblenz-landau.de/         |
| Universität zu Köln                                           | Personalentwicklung – Abt. 42                                         | Köln            | http://www.uni-koeln.de/                  |
| Universität Konstanz                                          | Akademie für Wissenschaftliche Weiterbildung (AWW)                    | Konstanz        | http://www.uni-konstanz.de/               |
| Universität Leipzig                                           | Wissenschaftliche Weiterbildung/Fernstudium                           | Leipzig         | http://www.zv.uni-leipzig.de/             |
| Universität zu Lübeck                                         | Zentrum für Fernstudium und Weiterbildung (ZFW)                       | Lübeck          | https://www.uni-luebeck.de/               |
| Leuphana Universität Lüneburg                                 | Professional School                                                   | Lüneburg        | http://www.leuphana.de/                   |
| Otto-von-Guericke-Universität Magdeburg                       | Wissenschaftliche Weiterbildung und Absolventenvermittlung (WiWA)     | Magdeburg       | http://www.uni-magdeburg.de/              |
| Johannes Gutenberg-Universität Mainz                          | Zentrum für wissenschaftliche Weiterbildung (ZWW)                     | Mainz           | https://www.uni-mainz.de/                 |
| Universität Mannheim                                          | Zentrum für Schlüsselqualifikationen (ZfS)                            | Mannheim        | http://www.uni-mannheim.de/1/             |
| Philipps-Universität Marburg                                  | Wissenschaftliche Weiterbildung/Referat für Forschung und Transfer    | Marburg         | http://www.uni-marburg.de/                |
| Technische Universität München                                | Hochschulreferat 3 Wissenstransfer und Messewesen (WIMES)             | München         | https://www.tum.de/                       |
| Ludwig-Maximilians-Universität München                        | Kontaktstelle für Forschungs- und Technologietransfer (KFT)           | München         | http://www.uni-muenchen.de/               |
| Universität der Bundeswehr München                            | Campus Advanced Studies Center (CASC)                                 | Neubiberg       | https://www.unibw.de/                     |
| Westfälische Wilhelms-Universität                             | WWU Weiterbildung gemeinnützige GmbH                                  | Münster         | http://www.weiterbildung.uni-muenster.de/ |
| Carl von Ossietzky Universität Oldenburg                      | Center für lebenslanges Lernen (C3L)                                  | Oldenburg       | http://www.uni-oldenburg.de/              |
| Universität Osnabrück                                         | Fort- und Weiterbildung                                               | Osnabrück       | http://www.uni-osnabrueck.de/             |
| Universität Passau                                            | Weiterbildung                                                         | Passau          | http://www.uni-passau.de/                 |
| Universität Potsdam                                           | Potsdam Transfer                                                      | Potsdam         | http://www.uni-potsdam.de/                |
| Universität Rostock                                           | Weiterbildung/Zentrum für Qualitätssicherung                          | Rostock         | http://www.uni-rostock.de/                |
| Universität des Saarlandes                                    | Zentrum für lebenslanges Lernen (ZelL)                                | Saarbrücken     | http://www.uni-saarland.de/               |
| Universität Siegen                                            | Verein zur Förderung der Wissenschaftlichen Weiterbildung             | Siegen          | https://www.uni-siegen.de/                |
| Deutsche Universität für Verwaltungswissenschaften Speyer     | Weiterbildung                                                         | Speyer          | http://www.hfv-speyer.de/                 |
| Universität Stuttgart                                         | Zentrum für Lehre und Weiterbildung                                   | Stuttgart       | http://www.uni-stuttgart.de/              |
| Universität Trier                                             | Koordinierungsstelle für die wissenschaftliche Weiterbildung          | Trier           | http://www.uni-trier.de/                  |
| Eberhard Karls Universität Tübingen                           | Wissenstransfer                                                       | Tübingen        | http://www.uni-tuebingen.de/              |
| Universität Ulm                                               | Akademie für Wissenschaft und Technik                                 | Ulm             | https://www.uni-ulm.de/                   |
| Universität Vechta                                            | Management für wissenschaftliche Weiterbildung                        | Vechta          | https://www.uni-vechta.de/                |
| Bauhaus-Universität Weimar                                    | wissenschaftliche Weiterbildung                                       | Weimar          | http://www.uni-weimar.de/                 |
| Universität Witten/Herdecke                                   | Zentrum für Fort- und Weiterbildung                                   | Witten          | http://www.uni-wh.de/                     |
| Julius-Maximilians-Universität Würzburg                       | Stabsstelle Weiterbildung                                             | Würzburg        | http://www.uni-wuerzburg.de/              |